# Shang Zu Jia
Shang Zu Jia var en kinesisk monark. Han var kung av Shangdynastin 1175–1156 f.Kr